# Indická vlajka

Indická vlajka
Poměr stran: 2:3

Vlajka Indie je tvořena listem o poměru stran 2:3 se třemi vodorovnými pruhy šafránové, bílé a zelené barvy. V bílém pruhu je modré kolo – kolo dharmy.
Šafránově žlutý pruh vlajky představuje hinduistickou víru, zelený pruh zastupuje muslimy a bílá na středním pruhu je barvou míru. Jiná interpretace říká, že šafránová je barvou odvahy a obětování, bílá je barvou míru a pravdy a zelená barvou víry a rytířskosti.
Kolo ve středu je starobylým znakem brahmánismu. Nazývá se Dharmačakra, resp. Ašókačakra – (Kolo zákona) a je jedním z atributů boha Višnu. Jeho dvacet čtyři vnitřních polí představuje počet hodin dne, nekončící chod života a modrá barva kola je barvou moře a oblohy.

Rozměry indické vlajky
Detail indické vlajky
Vertikální zavěšení indické vlajky

## Historie
V 19. století založili Britové v Indii kolonii a spravovali ji až do roku 1947, kdy Indie získala nezávislost. Vlajka vznikla právě v průběhu zápasu o nezávislost, který vedl Mahátma Gándhí. Původní britská kolonie se rozdělila na dva nezávislé státy: převážně hinduistickou Indii a převážně muslimský Pákistán.

Vlajka Spojeného království v Indii (1858–1947) Poměr stran: 1:2
Vlajka indického prezidenta (1950–1971) Poměr stran: 11:16
Vlajka indického guvernéra  (1947–1950) Poměr stran: 1:2

## Užívání vlajky
V roce 1971 byl přijat zákon na ochranu před útoky na národní čest. Poté si mohli trvale vyvěsit vlajky na svých sídlech pouze vyšší státní úředníci a státní organizace. Zákon z roku 1950 pak zakazoval užití vlajky ke komerčním účelům. Řadoví Indové mohli vyvěšovat vlajku pouze v určených státních svátcích:
- Den republiky (26. ledna)
- Den nezávislosti (15. srpna)
- Narozeniny Mahátma Gándhího (2. října)

Toto nařízení ovšem bylo změněno s účinností od 26. ledna 2002, kdy bylo umožněno řadovým občanům vlajku vyvěšovat v libovolný den. Této změny bylo dosaženo na základě stížnosti podané indickým milionářem Naveene Jindalem, který nechal, po vzoru výrazně liberálnějšího prostředí v USA, kde studoval, vlajku v roce 1993 vyvěsit před svoji továrnou, což vedlo k zabavení vlajky a střetů mezi Jindalem a indickou vládou a následně v soudní spor (Jindalem v dubnu 1995 podal u nejvyššího soudu v Dillí žalobu).
6. července 2005 umožnil federální parlament nosit obrázek vlajky i na oblečení (důstojně, výhradně nad úrovní pasu, tj. na čepicích a tričkách, ne však na plavkách; vlajka nesmí být např. na polštářích, kapesnících, ubrouscích či jako desén látek).